# Sebastiana Fernández
Sebastiana Fernández, död 1702, var en spansk skådespelare och sångare. 
Hon var dotter till Francisco Velastegui och syster till skådespelarna Luisa Fernández och Francisca Fernández. Hon nämns först som verksam hos Antonio Ordaz i Valencia 1664. Hon var sedan engagerad hos Antonio de Escamilla, Manuel Vallejo och Félix Pascual fram till 1682, då hon inte längre nämns som verksam. 
Hon uppnådde under 1670-talet en viss berömdhet som sångare, och uppträdde både i Madrid och i Portugal. Bland hennes roller fanns Echo i La mejor flor de Sicilia, Santa Rosolea av Salazar y Torres, El Cazador av Lanini, och El persiano fingido av Antonio de Escamilla, där hon uppträdde i körsång med sina systrar och Luisa Romero och Josefa de San Miguel. Hon uppträdde i några större verk för hovet, bland dem Fieras afemina amor av Calderón 1672, där hon spelade huvudrollen som Caliope, "de nios främsta musa", och 1679 deltog hon i representationen av Psyche och Cupid av Calderón.